# John Chilembwe

John Chilembwe

John Chilembwe (* 1871 im Distrikt Chiradzulu/Njassaland, heute: Malawi; † 3. Februar 1915 im Distrikt Blantyre) war ein baptistischer Geistlicher und Missionar. Bekannt wurde er vor allem als Kämpfer gegen den britischen Kolonialismus und Begründer des malawischen Nationalbewusstseins. Im modernen Malawi gilt er als Nationalheld.

## Leben
John Chilembwe wurde im Njassaland geboren, das 1881 unter britische Kolonialherrschaft kam. Er gehörte ursprünglich der Church of Scotland an, die im Gefolge der britischen Kolonialisierung im Njassaland eine Reihe von Missionsstationen sowie Bildungseinrichtungen unterhielt. Hier hatte auch John Chilembwe seine schulische Ausbildung erhalten. Unter dem Einfluss des englischen Schafzüchters und freien Baptistenmissionars Joseph Booth, bei dem er ab 1892 als Hausgehilfe arbeitete und der die presbyterianische schottische Kirche als religiöses Instrument kolonialer Unterdrückung ansah, distanzierte Chilembwe sich mehr und mehr von der Nationalkirche Schottlands. Besonders beeindruckt war er von Booths für damalige Verhältnisse radikaler Auffassung, dass alle Menschen – unabhängig von Hautfarbe, Kultur und Religion – gleichberechtigt seien.
1897 begleitete John Chilembwe seinen Arbeitgeber Joseph Booth auf einer Reise nach Nordamerika. Er entschied sich, dort ein Theologiestudium aufzunehmen und immatrikulierte sich am Theologischen Seminar der afroamerikanischen National Baptist Convention in Lynchburg. Hier befasste er sich unter anderem intensiv mit den Werken der amerikanischen Abolitionisten, insbesondere mit denen von John Brown und Booker T. Washington. Um 1900 kehrte er als ordinierter Baptistenpastor in seine Heimat zurück und gründete im Distrikt Blantyre die missionarisch-diakonische Organisation Providence Industrial Mission, die sieben Schulen einrichtete. In ihnen lernten um 1912 eintausend jugendliche und achthundert erwachsene Schüler. Chilembwe versuchte, in seiner Gemeinde Arbeitsamkeit, Selbstachtung und Selbsthilfe zu grundlegenden Werten zu machen.
Zudem beteiligte Chilembwe sich an der Organisation einer in Ostafrika entstandenen aktiven religiösen Gruppe, die Watch-Tower-Bewegung genannt wurde. Diese unterlag dem Einfluss der Zion’s Watch Tower Tract Society des Pastors Charles Taze Russell und seiner Soziallehre.
Als 1913 eine Hungersnot ausbrach, wanderten Menschen von Mosambik auf Arbeitssuche nach Njassaland ein. Chilembwe empörte die Ausbeutung der Mitglieder seiner Gemeinde und der Flüchtlinge durch die Besitzer der Pflanzungen. Den Arbeitern wurden Löhne vorenthalten und sie wurden geschlagen. Einer der Pflanzer, William Jervis Livingstone, ließ Dorfkirchen und -schulen, die Chilembwe gegründet hatte, niederbrennen. Als Einheimische von den britischen Kolonialbehörden einberufen wurden, um im Ersten Weltkrieg gegen die Schutztruppe in Deutsch-Ostafrika zu kämpfen, wandte sich Chilembwe dagegen, da er keinerlei Vorteil für die Afrikaner in diesem Krieg erkennen und absehen konnte. Er beklagte sich im Gegenteil über Rassismus und Ausbeutung.
Am 23. Januar 1915 begann John Chilembwe mit zweihundert Anhängern einen Aufstand. Sie griffen Pflanzungen an, in denen ihrer Ansicht nach afrikanische Arbeiter unterdrückt wurden. Chilembwe plante, alle männlichen Europäer zu töten. Drei weiße Pflanzer wurden getötet, darunter William Jervis Livingstone, der vor den Augen seiner Frau und seiner Tochter geköpft wurde. Auch einige afrikanische Arbeiter wurden getötet, aber auf Chilembwes Anordnung hin geschah Frauen und Kindern nichts. Der Aufstand scheiterte an mangelnder Unterstützung. Chilembwe hatte in Briefen an die benachbarten Orte Zomba und Ntcheu zu gleichzeitigen Erhebungen dort aufgerufen. Seine Appelle erreichten die Adressaten aber nicht rechtzeitig. Als die Aufrufe am Montag, den 25. Januar, endlich ankamen, waren die Behörden bereits über den Plan informiert und die hastig ergriffenen Maßnahmen der Rebellen liefen ins Leere. Chilembwe selbst wurde bei dem Versuch, nach Mosambik zu fliehen, am 3. Februar 1915 getötet. Auch viele seiner Anhänger wurden von den britischen Kolonialbehörden umgebracht.

## Nachleben
Njassaland wurde unter dem Namen Malawi im Jahre 1964 unabhängig. John Chilembwes Porträt ist heute auf der Vorderseite aller Banknoten der Landeswährung, des Malawi-Kwacha, abgebildet. Der 15. Januar ist in Malawi ein Gedenktag für John Chilembwe (John Chilembwe Day).